# Зара Амади
Зар Амади (перс. زهرا احمدی; 1982) је британска телевизијска и филмска глумица персијског порекла.
Амадијева је најпознатија по улози Естер Вилијамс у серији Више од раја.